# Tuffi ai Giochi della XIV Olimpiade - Trampolino maschile
La competizione del trampolino maschile  di tuffi ai Giochi della XIV Olimpiade si è svolta nei giorni 30 e 31 luglio 1948 alla Empire Pool a Londra.

## Risultati
10 tuffi, 5 obbligatori e 5 liberi dal trampolino di 3 metri.
| Pos.    | Atleta                | Nazione       | Obbligatori | Liberi | Totale |
| ------- | --------------------- | ------------- | ----------- | ------ | ------ |
| Oro     | Bruce Harlan          | Stati Uniti   | 52,28       | 111,36 | 163,64 |
| Argento | Miller Anderson       | Stati Uniti   | 44,65       | 112,64 | 157,29 |
| Bronzo  | Samuel Lee            | Stati Uniti   | 46,99       | 98,53  | 145,52 |
| 4       | Joaquín Capilla Pérez | Messico       | 46,87       | 94,92  | 141,79 |
| 5       | Raymond Mulinghausen  | Francia       | 42,18       | 84,37  | 126,55 |
| 6       | Svante Johansson      | Svezia        | 41,75       | 78,45  | 120,20 |
| 7       | Kamal Ali Hassan      | Egitto        | 41,97       | 77,93  | 119,90 |
| 8       | Thomas Christiansen   | Danimarca     | 37,48       | 77,11  | 114,59 |
| 9       | George Athans         | Canada        | 38,22       | 75,91  | 114,13 |
| 10      | Frank Gosling         | Bermuda       | 40,12       | 73,86  | 113,98 |
| 11      | Milton Busin          | Brasile       | 38,58       | 75,28  | 113,86 |
| 12      | Franz Worisch         | Austria       | 37,62       | 74,53  | 112,15 |
| 13      | Peter Heatly          | Gran Bretagna | 39,95       | 71,78  | 111,73 |
| 14      | Roger Heinkelé        | Francia       | 34,14       | 76,64  | 110,78 |
| 15      | Ismael Ahmed Ramzi    | Egitto        | 36,89       | 73,29  | 110,18 |
| 16      | David Norris          | Australia     | 35,08       | 74,59  | 109,67 |
| 17      | Diego Mariscal        | Messico       | 40,22       | 67,56  | 107,78 |
| 18      | Charles Johnson       | Gran Bretagna | 36,78       | 68,54  | 105,32 |
| 19      | Wilhelm Lippa         | Austria       | 30,50       | 72,68  | 103,18 |
| 20      | Guy Hernandez         | Francia       | 36,89       | 66,00  | 102,89 |
| 21      | Gunnar Kemnitz        | Brasile       | 31,36       | 70,86  | 102,22 |
| 22      | Mohamed Ibrahim       | Egitto        | 35,51       | 62,01  | 97,52  |
| 23      | Peter Elliott         | Gran Bretagna | 39,13       | 52,10  | 91,23  |
| 24      | José Castillo         | Cuba          | 34,55       | 50,26  | 84,81  |
| 25      | Ernst Strupler        | Svizzera      | 32,81       | 47,28  | 80,09  |
| 26      | Günther Mund          | Cile          | 25,76       | 42,32  | 68,08  |
| -       | Edward Heron          | Irlanda       | 33,17       | Rit.   | Rit.   |